# Music from the Film More
Music from the Film More treći je studijski album Pink Floyda izdan 1969. godine. 

## Popis pjesama

### Strana 1
- Cirrus Minor (Vokali Davida Gilmour-a) – 5:16 (Roger Waters)
- The Nile Song (Vokali Davida Gilmour-a) – 3:24 (Roger Waters)
- Crying Song (Vokali Davida Gilmour-a) – 3:25 (Roger Waters)
- Up the Khyber (Instrumental) – 2:07 (Nick Mason, Richard Wright)
- Green Is the Colour (Vokali Davida Gilmour-a) – 2:53 (Roger Waters)
- Cymbaline (Vokali Davida Gilmour-a) – 4:45 (Roger Waters)
- Party Sequence (Instrumental) – 1:10 (Roger Waters, Richard Wright, David Gilmour, Nick Mason)

### Strana 2
- Main Theme (Instrumental) – 5:27 (Roger Waters, Richard Wright, David Gilmour, Nick Mason)
- Ibiza Bar (Vokali Davida Gilmour-a) – 3:17 (Roger Waters, Richard Wright, David Gilmour, Nick Mason)
- More Blues (Instrumental) – 2:13 (Roger Waters, Richard Wright, David Gilmour, Nick Mason)
- Quicksilver (Instrumental) – 7:03 (Roger Waters, Richard Wright, David Gilmour, Nick Mason)
- A Spanish Piece (Instrumental) – 1:00 (David Gilmour)
- Dramatic Theme (Instrumental) – 2:11 (Roger Waters, Richard Wright)